# Transglobal Underground
I Transglobal Underground (a volte noti come TGU) sono un gruppo musicale britannico. Vengono citati, assieme ai Loop Guru e ai Life Garden, fra le prime e più importanti formazioni dello stile "etno-dance", che unisce musica elettronica ritmica a sonorità world music.

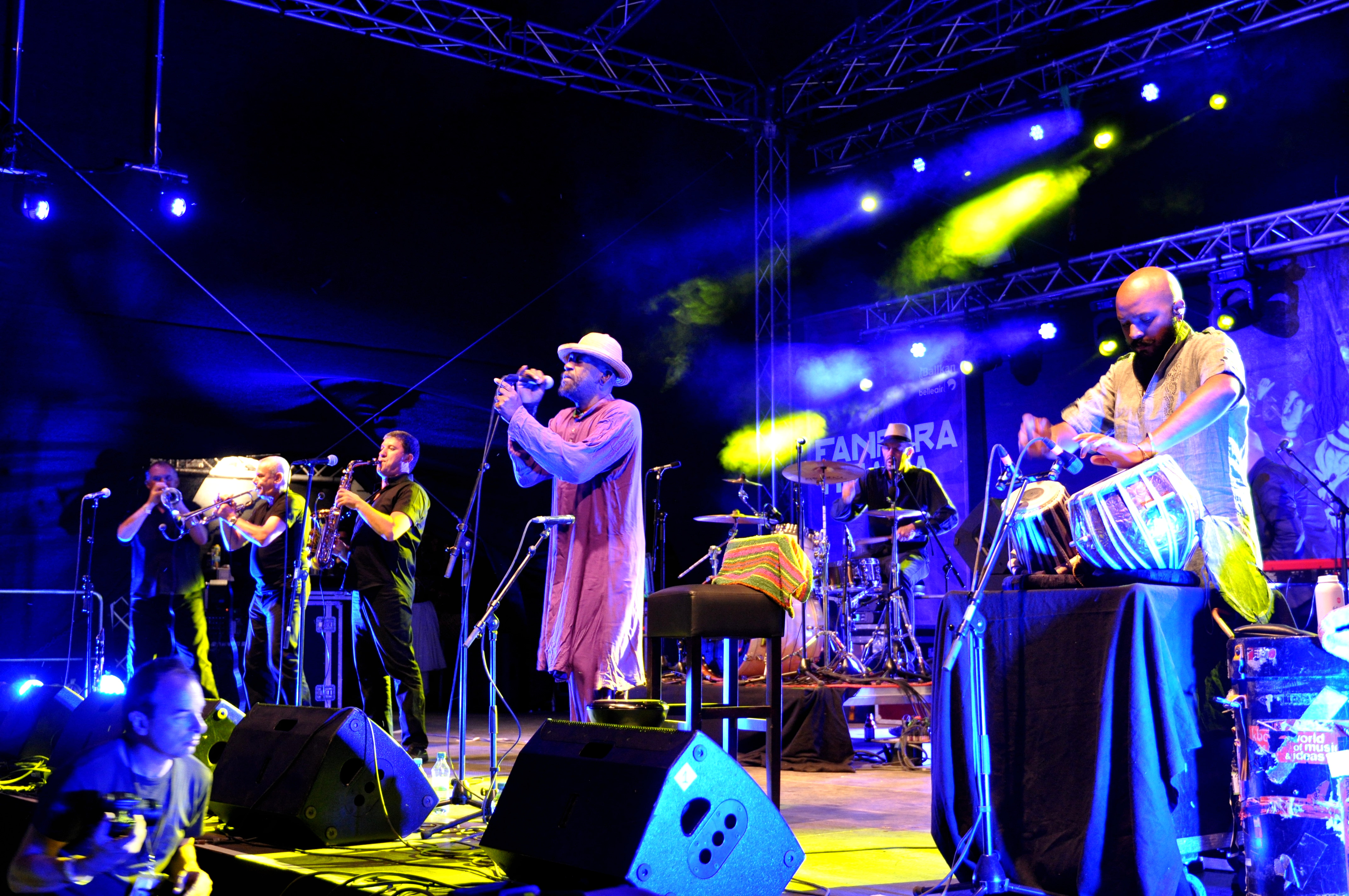
Transglobal Underground con Fanfara Tirana al festival Horizonte in la Fortezza di Ehrenbreitstein

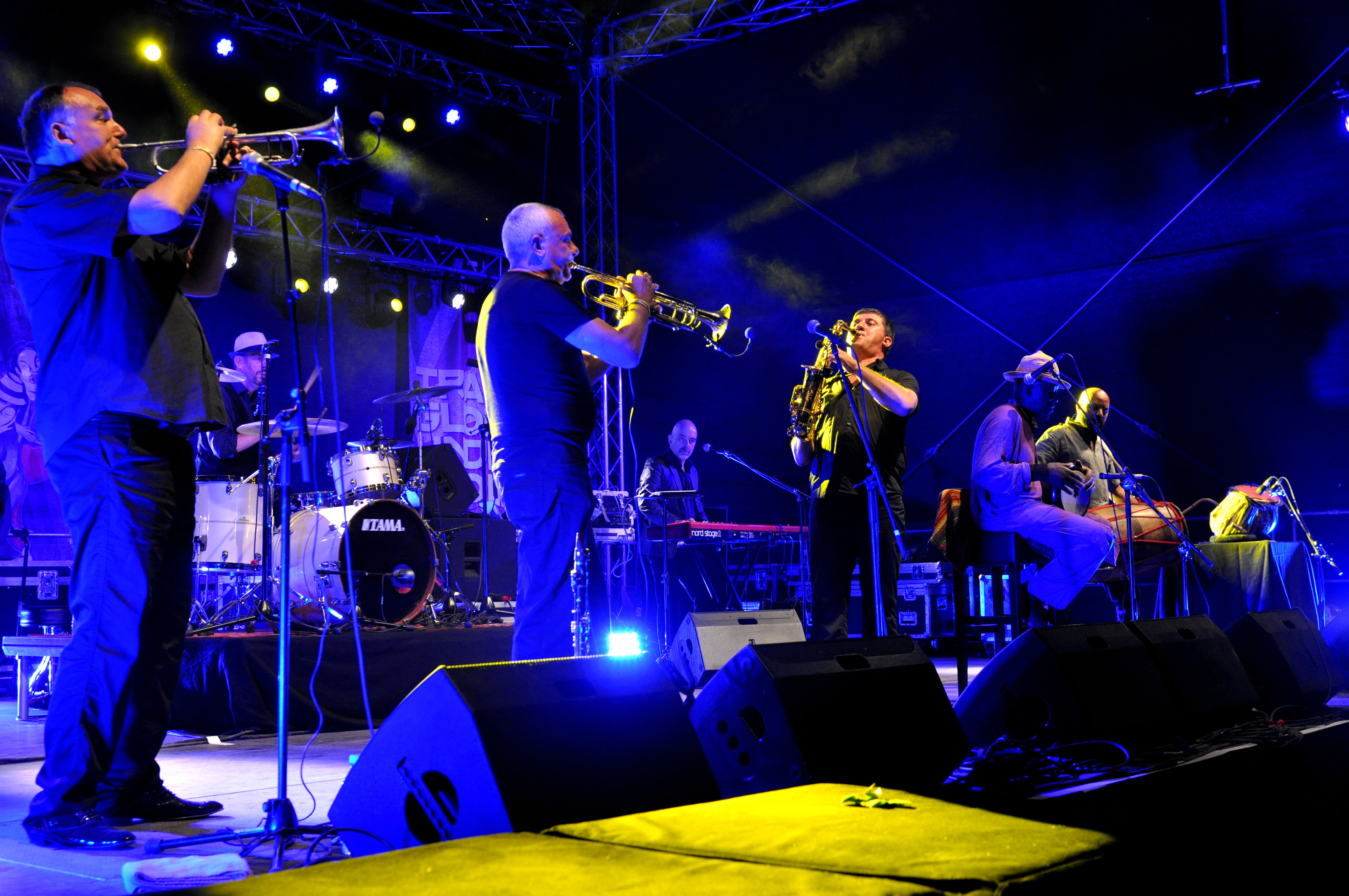
Transglobal Underground con Fanfare Tirana al festival Horizonte in la Fortezza di Ehrenbreitstein

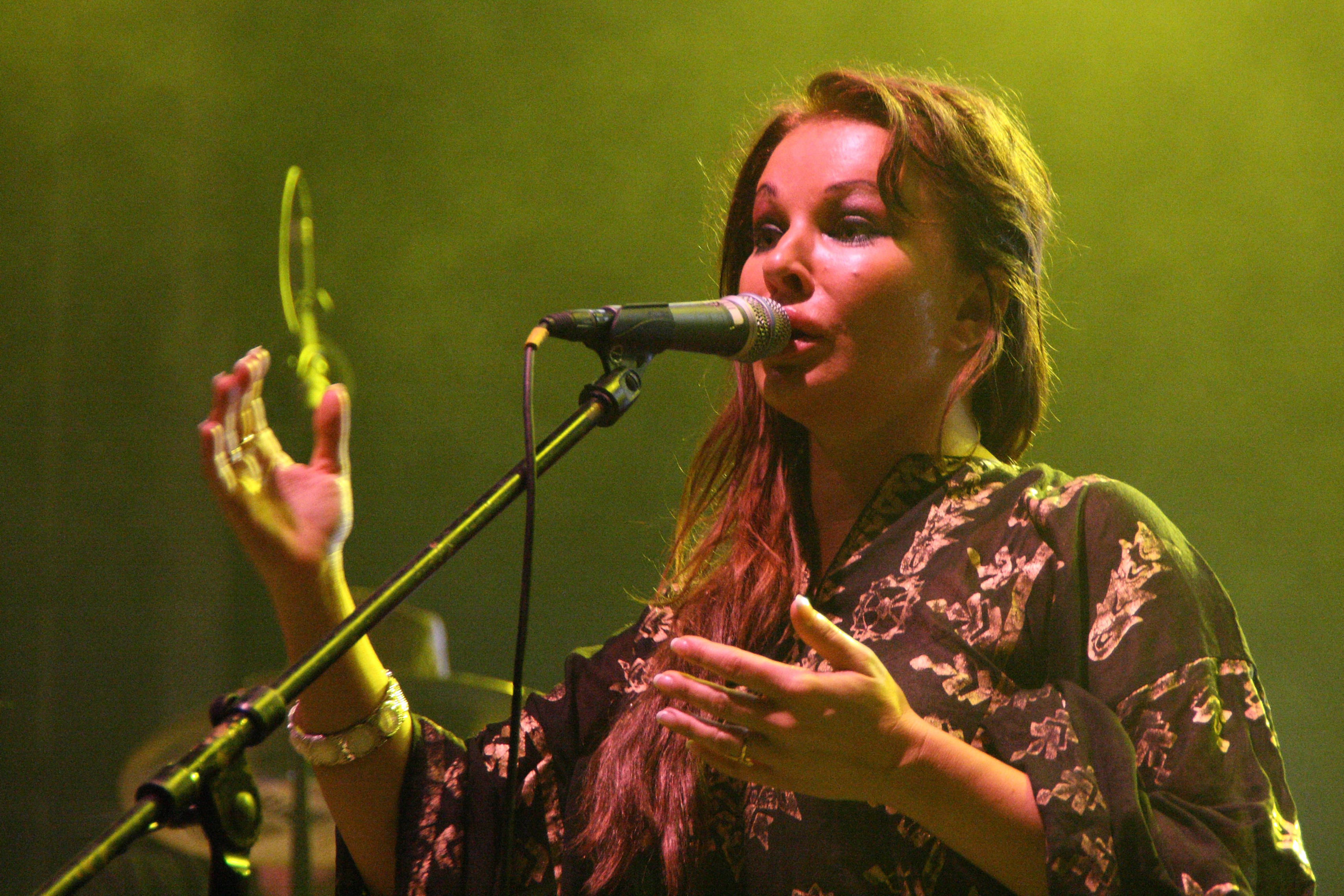
Natacha Atlas, concerto con Transglobal Underground 2009

Oltre a presentare riferimenti alla musica d'atmosfera, alla techno ed all'hip-hop, le influenze del collettivo includono elementi di musica etnica di molte parti del mondo, quali quella africana, giamaicana (reggae), e indiana (bhangra).
Uno dei suoi membri, la cantante Natacha Atlas, ha intrapreso una carriera solista a partire dal 1995.

## Discografia

### Album in studio
- 1993 - Dream of 100 Nations
- 1994 - International Times
- 1995 - Interplanetary Meltdown (album di remix)
- 1996 - Psychic Karaoke
- 1998 - Rejoice Rejoice
- 2001 - Yes Boss Food Corner
- 2004 - Impossible Broadcasting
- 2006 - Impossible Re-Broadcasts (album di remix)
- 2007 - Moonshout
- 2011 - The Stone Turntable
- 2013 - Kabatronics (con i Fanfara Tirana)

### Singoli ed EP
- 1991 - Temple Head
- 1992 - Immortality
- 1992 - I, Voyager
- 1993 - Shimmer
- 1993 - Sirius B / Zombie'Ites
- 1994 - Protean
- 1994 - Earth Tribe / Slowfinger
- 1994 - Lookee Here
- 1994 - International Times
- 1994 - Temple Head
- 1996 - Boss Tabla EP
- 1997 - Rejoice Rejoice
- 1997 - Eyeway Souljah
- 1997 - Chariots
- 1998 - Rejoice Remixes 1
- 1998 - Body Machine
- 2001 - Spellbound
- 2001 - Drums of Navarone
- 2005 - Impossible Broadcasting Remixes (compilation EP)
- 2008 - Dancehall Operator - 2008
- 2011 - Deolali Junglee
- 2013 - No Guns to the Wedding (con i Fanfara Tirana) (MP3) - 2013

### Compilation
- 1999 - Backpacking on the Graves Of Our Ancestors
- 2009 - Run Devils and Demons

### DVD
- 2005 - Natacha Atlas / Transglobal Underground - 2005
- 2008 - Trans-Global Underground: A film by Guillaume Dero[4]